# Ruginosu, Caraș-Severin
Ruginosu este un sat în comuna Copăcele din județul Caraș-Severin, Banat, România.

## Legături externe

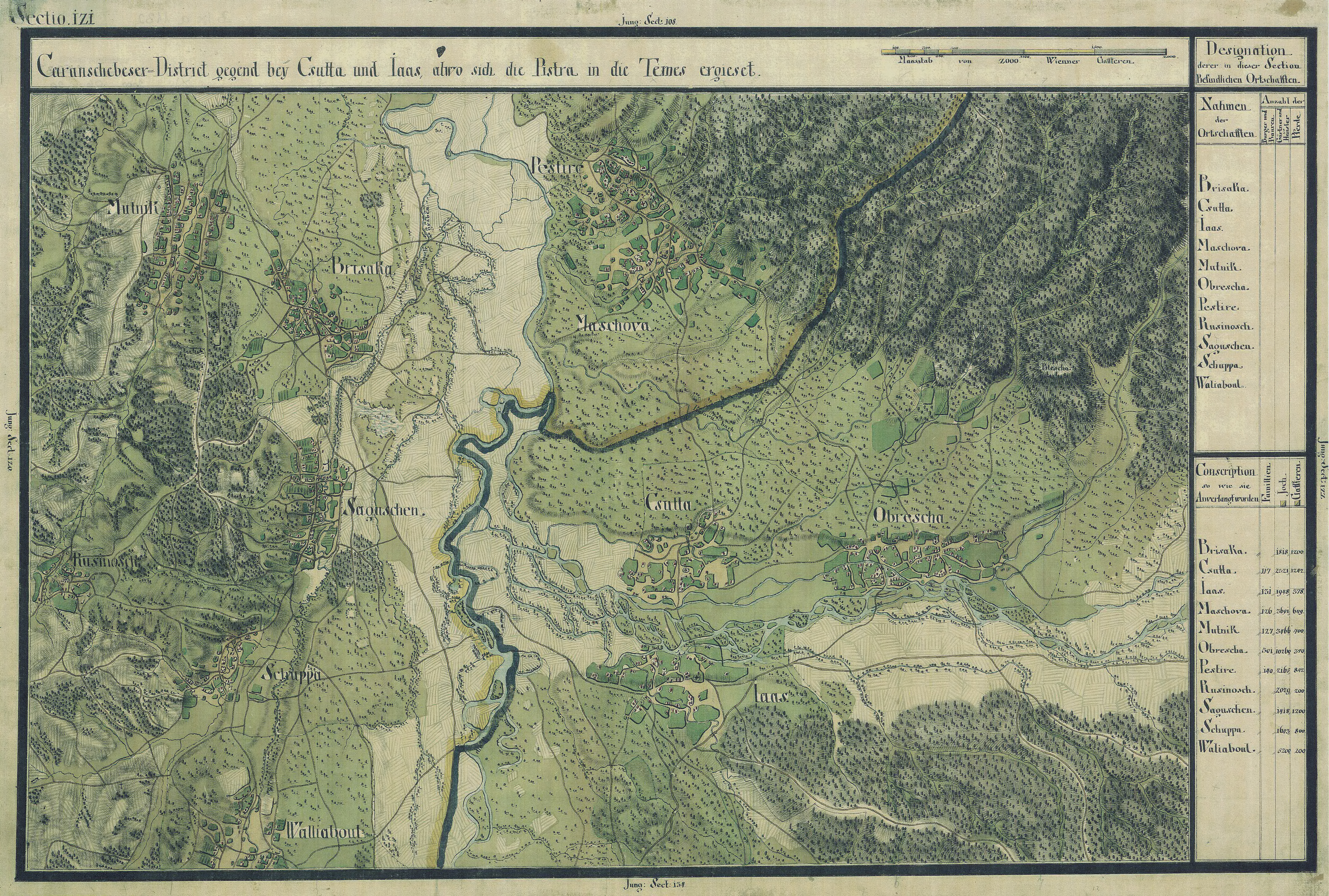
Ruginosu în Harta Iosefină a Banatului, 1769-72